# Altstadt von Quito
Die Altstadt von Quito ist eine von der UNESCO gelistete Stätte des Weltkulturerbes im südamerikanischen Land Ecuador. Die Welterbestätte umfasst den historischen Kern der Stadt Quito.

## Geographie
Die Altstadt von Quito befindet sich in den Anden auf einer Höhe von 2818 m. Sie erstreckt sich entlang den Hängen des Pichincha-Vulkans und wird von den Hügeln El Panecillo im Südwesten und Itchimbía im Nordosten begrenzt.

## Stadtbild
Quito wurde 1534 von den Spaniern auf den Ruinen einer alten Inka-Stadt gegründet und besitzt eines der ausgedehntesten und besterhaltenen historischen Zentren in Hispanoamerika.
Die Altstadt wird von der barocken Architektur der Escuela Quiteña („Schule von Quito“) geprägt, die indigene und europäische Kunsttraditionen vereint. Den Höhepunkt dieser Kunstepoche bilden die Sakralbauten wie etwa San Agustín, La Merced, die Klöster San Francisco, Santo Domingo und La Recoleta De San Diego, die Jesuitenkirche La Compañía und das Santuario de Guápulo. Diese sind sowohl von der Architektur her als auch wegen ihrer reichhaltigen Innenausstattung, zu der Altarbilder, Gemälde und Skulpturen gehören, von besonderer kunsthistorischer Bedeutung.
Der Straßenverlauf folgt dem Originalplan, der ein schachbrettartiges Straßennetz mit einem Haupt- und mehreren Nebenplätzen vorsah. Im Stadtzentrum finden sich neben Klöstern und Kirchen auch ein- und zweistöckige Häuser mit einem oder mehreren Innenhöfen (Patio), die für gewöhnlich aus einfachen Tonziegeln erbaut wurden und mit aufwendiger Stuckarbeit verziert sind.

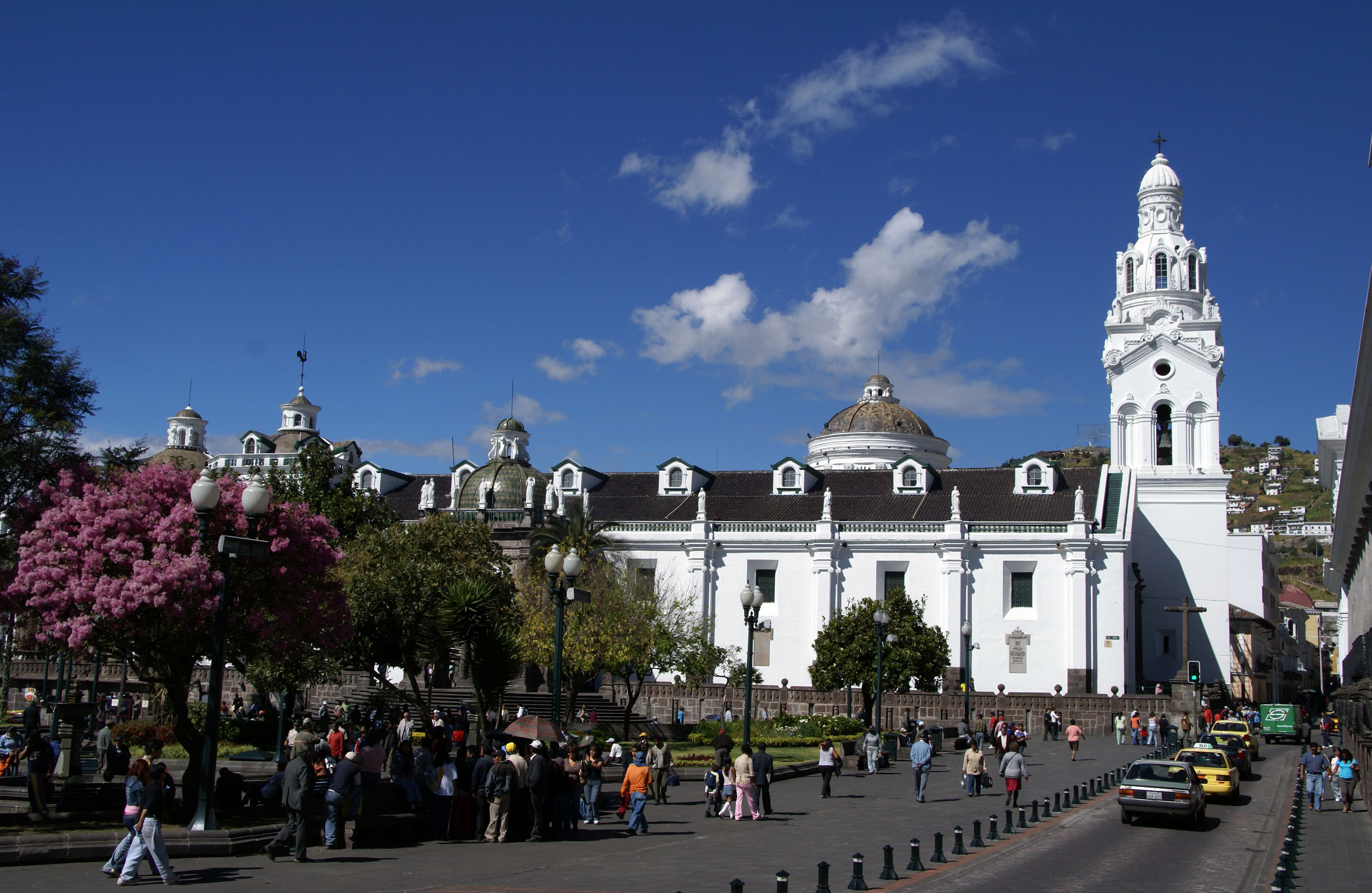
Kathedrale von Quito
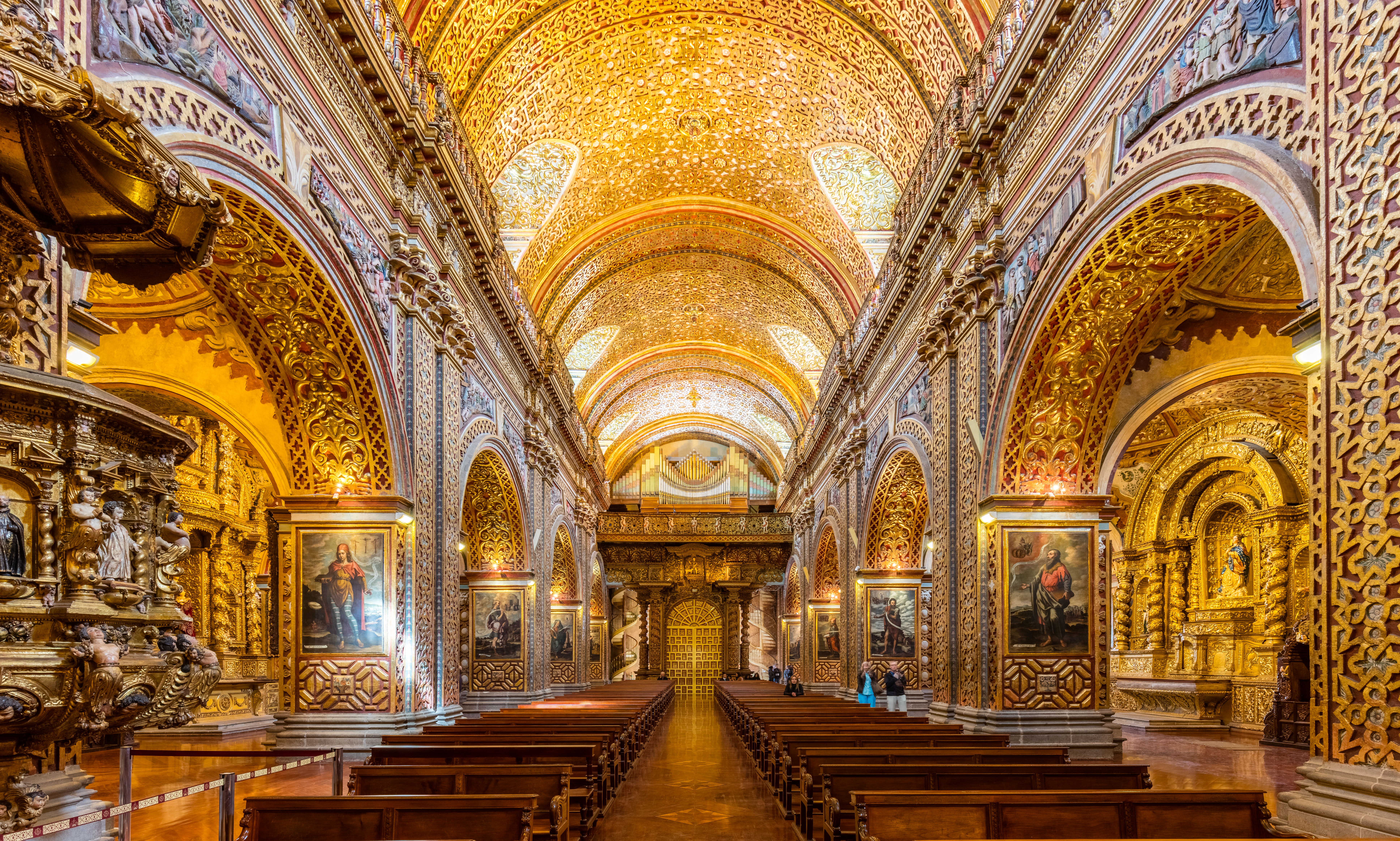
Jesuitenkirche La Compañía
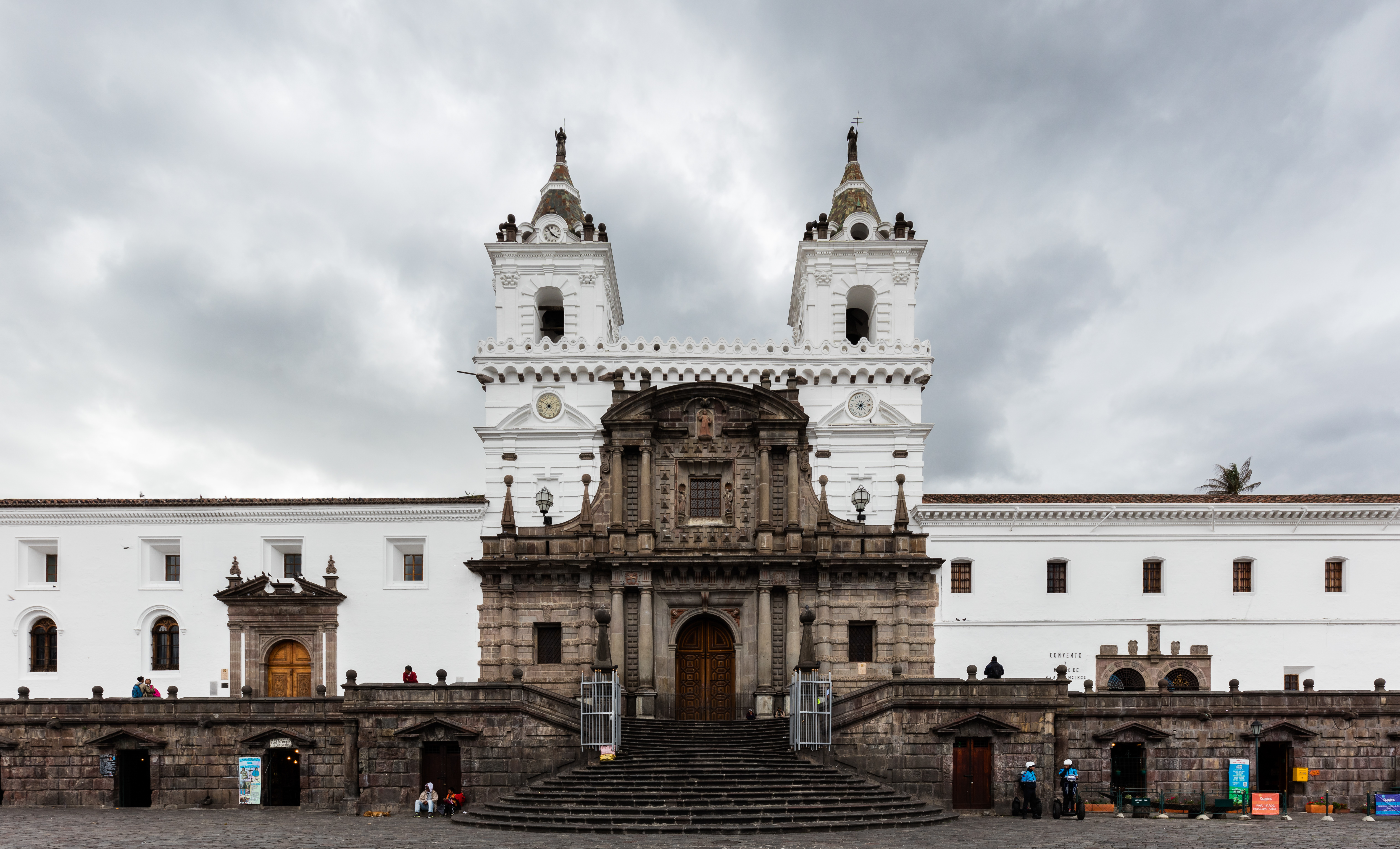
Basilika San Francisco

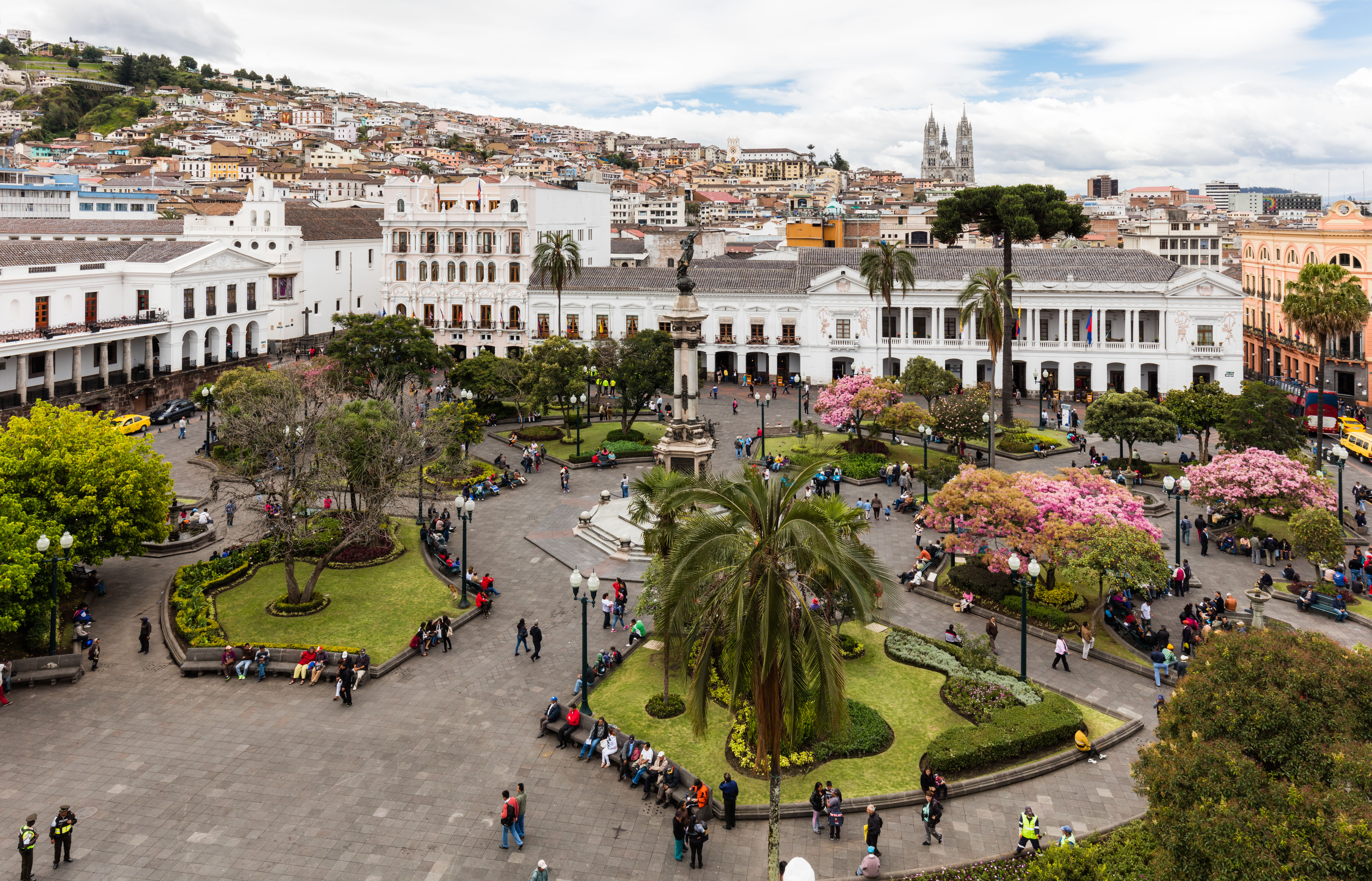
Plaza de la Independencia (Plaza Grande)
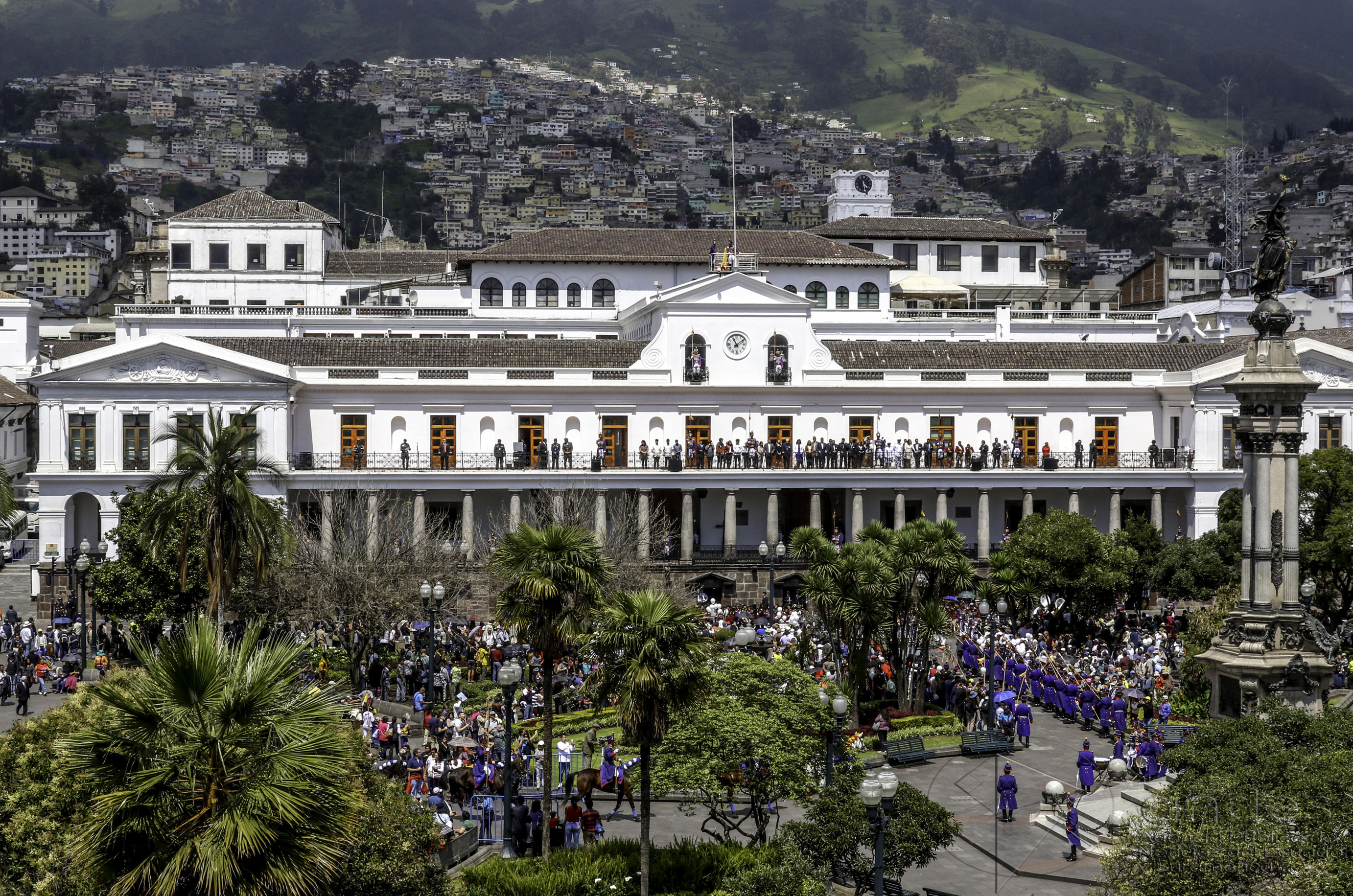
Palacio de Carondelet
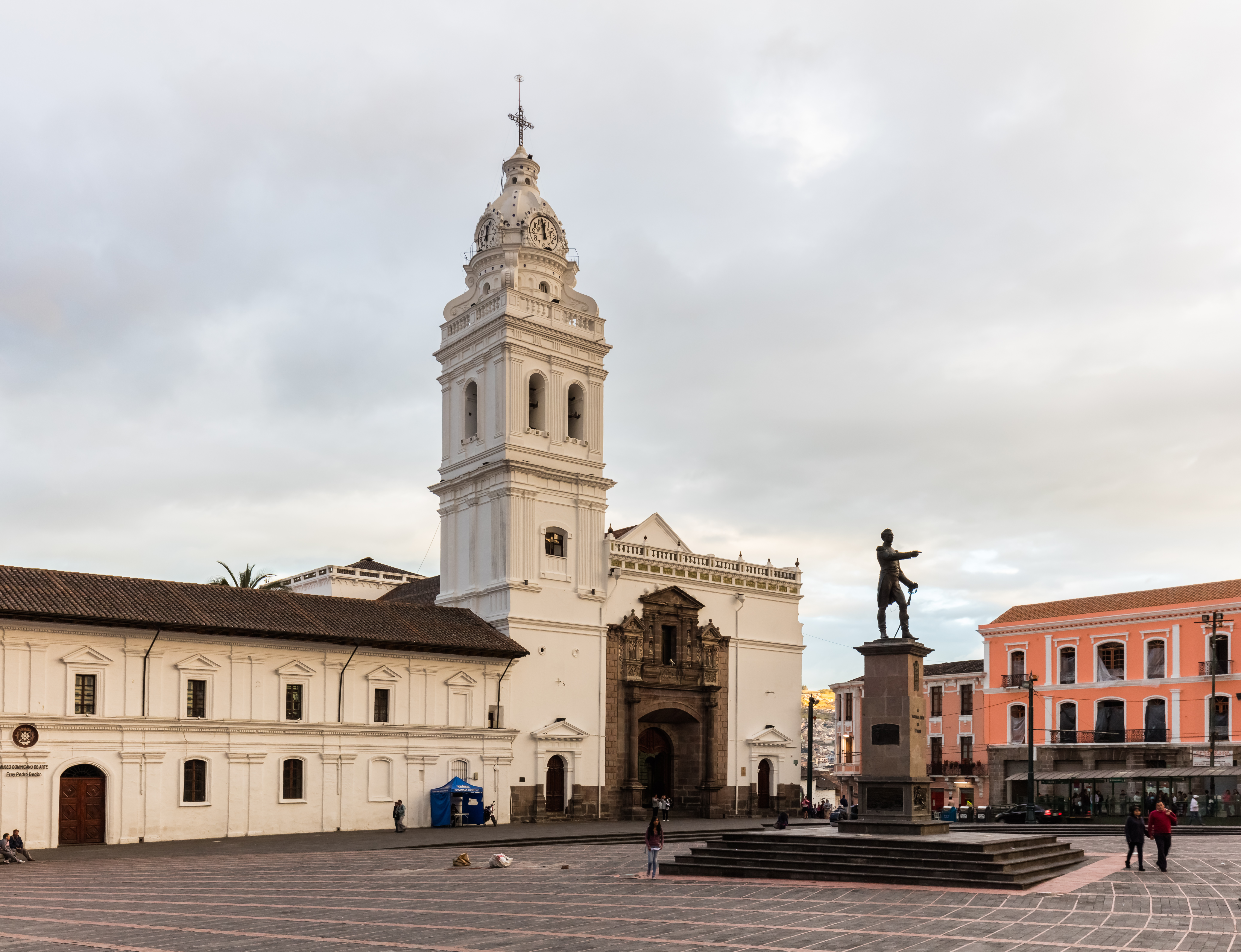
Kirche Santo Domingo
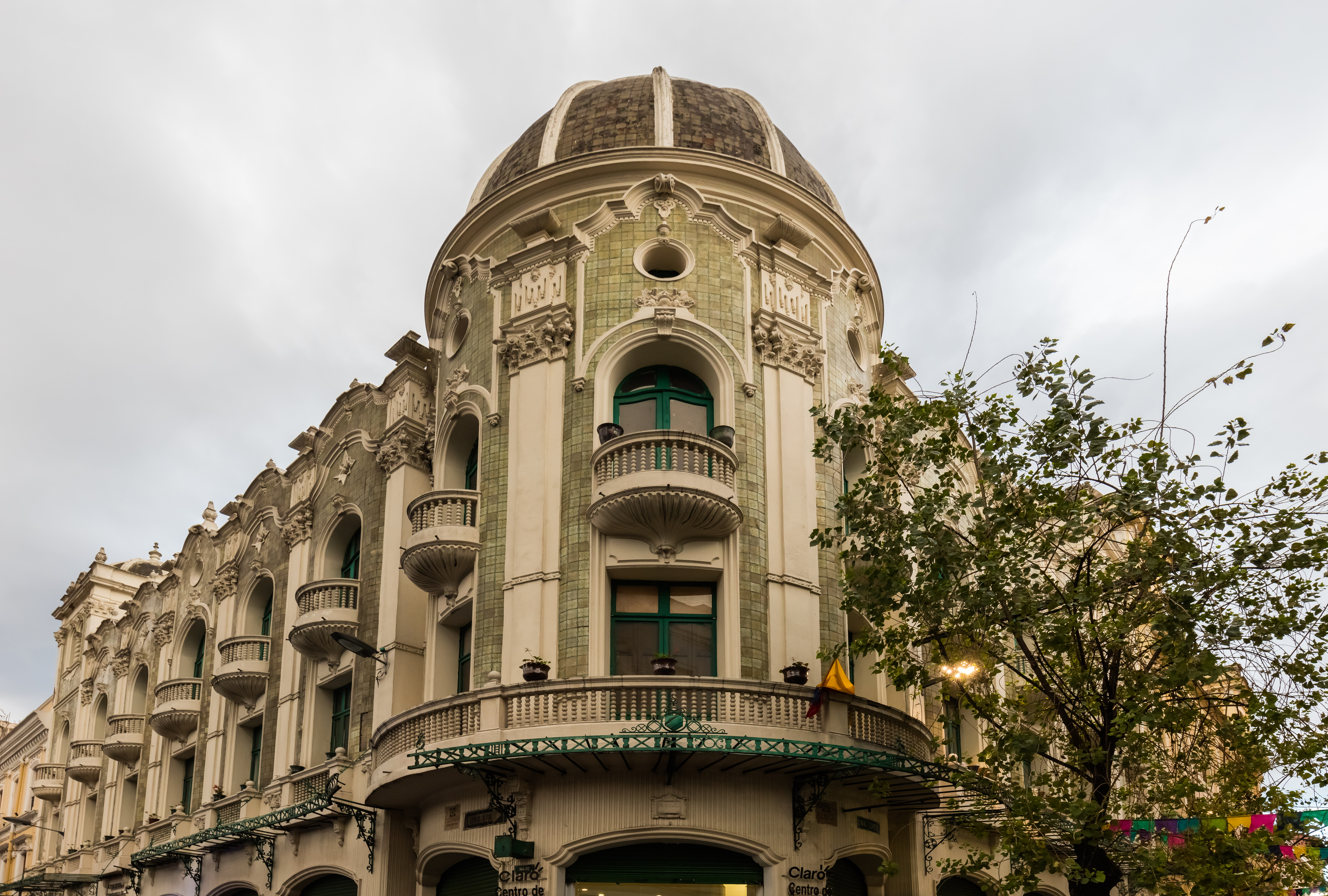
Bankgebäude

## Eintragung als Weltkulturerbe
Die Altstadt von Quito wurde 1978 aufgrund eines Beschlusses der zweiten Sitzung des Welterbekomitees als erste Weltkulturerbestätte in Ecuador in die Liste des UNESCO-Welterbes eingetragen. In der Sitzung wurden auch die Galapagosinseln als erstes Weltnaturerbe aufgenommen.
Die Welterbestätte umfasst eine Fläche von 320 Hektar.
In der Begründung für die Eintragung heißt es unter anderem:
Die Altstadt von Quito, Wiege präkolumbischer Kulturen und eine wichtige Zeugin der spanischen Kolonisierung, bewahrt fürs Erste Einheit und Harmonie in ihrer urbanen Struktur trotz einer jahrhundertelangen städtebaulichen Entwicklung. Zur „Hauptstadt der Quitoer Audienz“ erhoben, übernahm sie die politische Führung und Schutzherrschaft über Dörfer und Städte. Dieser Status stellt eine wichtige Stufe zur Entstehung einer sozioökonomischen Entwicklung dar, er führte zu einer wahren nationalen Eigenart, die sich durch das einzigartige materielle und immaterielle Erbe ausdrückt.
Die Eintragung erfolgte aufgrund der Kriterien (ii) und (iv).
(ii): Der Einfluss der Barockschule von Quito (Escuela Quiteña) war im kulturellen Bereich, insbesondere in der Kunst (Architektur, Bildhauerei und Malerei), in allen Städten der Audienz und sogar in denen der Nachbaraudienz spürbar.
(iv): Quito bildet ein harmonisches sui generis, in dem sich die Arbeit des Menschen und die Natur zu einem einzigartigen und transzendentalen Werk vereinen.

## Erhaltungszustand

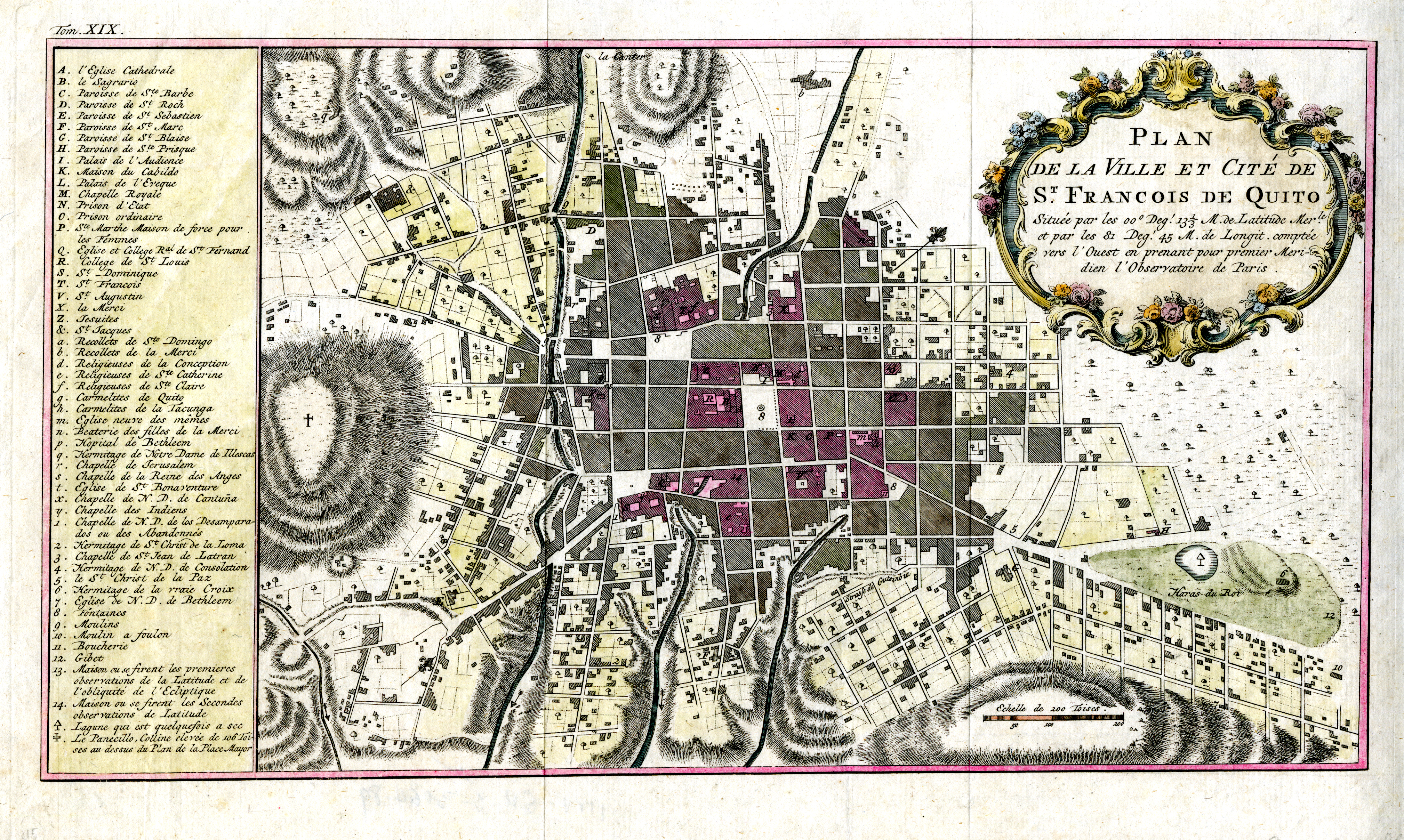
Stadtplan von 1735

Die Altstadt von Quito konnte ihre ursprüngliche Gestaltung beibehalten, Neubauten durften nur außerhalb der Kolonialstadt errichtet werden. Mit einigen wenigen Ausnahmen sind Häuserblöcke und Plätze immer noch wie auf dem ersten bekannten Stadtplan von Dionisio Alcedo y Herrera (1734) angeordnet. Trotz zahlreicher Erdbeben, die die Stadt in der Vergangenheit heimgesucht haben, besitzt Quito die ursprünglichste Altstadt in ganz Lateinamerika.

## Gefährdung und Schutzmaßnahmen
Schutz und Erhaltung des kulturellen Erbes sind in der Verfassung des Landes, in den Gesetzen und Bestimmungen für das Kulturerbe, im Gesetzbuch für Territorialorganisation, Autonomie und Dezentralisierung (COTAD) und im Kulturgesetz verankert. Das Nationale Institut für Kulturerbe (INPC) überträgt Zuständigkeiten wie etwa Schutz und Erhaltung von kulturellem Erbe an Lokalverwaltungen und überwacht diese.
Als Management-Instrumente stehen der Stadtverwaltung ein Stadtentwicklungsplan, ein Sonderplan für die Altstadt und jährliche Operativpläne zur Verfügung. Diese Pläne werden vom Territorial- und Wohnungsbausekretariat erstellt, während für ihre Durchführung die Metropolverwaltung verantwortlich ist, insbesondere das Kultursekretariat, das Metropolinstitut für Kultur (ehemals Schutzfonds für Kulturerbe), das Verwaltungszonenzentrum, die Stadtentwicklungsgesellschaft und die Kommission für Denkmalzonen, welche die gesetzgebende Körperschaft für die Altstadt von Quito ist.
Kern- und Pufferzone, die klar voneinander abgetrennt sind, werden durch besondere Schutzmaßnahmen abgesichert. Diese Maßnahmen, die entwickelt wurden um Bedrohungen und Risiken wie Erdbeben, Vulkanausbrüche, sowie Park- und Verkehrsprobleme in der Denkmalzone entgegenzuwirken, sind durch den Stadtentwicklungsplan und einen Sonderplan für die Altstadt festgelegt. Das Umweltprogramm zur Entwässerung versucht Schäden durch Erdrutsche zu minimieren und von Regenwasser verursachte Erosion zu kontrollieren, die vor allem in der Winterzeit auftritt.
Risiken, hervorgerufen durch einen Ausbruch des Pichincha-Vulkans oder durch den Überlauf vorhandener Wasserquellen, konnten durch die Einrichtung und Überarbeitung eines Auffangsystems reduziert werden. Mit der Einschränkung von Baugebieten und der Kontrolle illegaler Bebauung entlang den Hängen des Pichincha-Vulkans konnten weitere Risiken für die Altstadt und ihre Bevölkerung verringert werden. Die Neuregelung des Verkehrssystems im Ballungsraum von Quito hat zur Begrenzung von Linien im öffentlichen Nahverkehr, zur Einrichtung von Fußgängerzonen und Fahrradkorridoren und zur strategischen Anlage von Parkplätzen in Teilen der Altstadt geführt.
Weitere Maßnahmen im Jahr 2003 wie die Überwachung von Aktivitäten innerhalb der Altstadt und die Wiederbelebung öffentlicher Bereiche trugen außerordentlich zum Schutz der Welterbestätte und zur Verbesserung der Lebensqualität ihrer Einwohner bei.